# Zumbis x Unicórnios
Zumbis x Unicórnios é uma antologia, organizada por Holly Black e Justine Larbalestier, que contém diversos contos, que apresentam argumentos negativos e positivos a favor de Zumbis de um lado e de Unicórnios de outro. São 12 contos que alternam em contos de Unicórnios e contos de Zumbi.
O livro foi lançado no Brasil pela Editora Galera Record e contém 388 páginas.

## Relação de contos
1. A Mais Alta Justiça, do Garth Nix (Time Unicórnio)
2. Love Will Tear Us Apart, da Alaya Dawn Johnson (Time Zumbi)
3. Teste de Pureza da Naomi Novik
4. Buganvílias da Carrie Ryan
5. Mil Flores da Margo Lanagan
6. As Crianças da Revolução da Maureen Johnson
7. O cuidado e a alimentação de seu filhote de unicórnio assassino da Diana Peterfreund
8. Inoculata do Scott Westerfeld
9. Princesa Bonitinha da Meg Cabot
10. Mãos Geladas da Cassandra Clare
11. A Terceira Virgem da Kathleen Duey
12. A Noite do Baile da Libba Bray